# SN 1993K
SN 1993K – supernowa typu II odkryta 28 marca 1993 roku w galaktyce NGC 2223. W momencie odkrycia miała maksymalną jasność 14,50m.